# Arntor
Arntor är det andra fullängds studioalbumet av det norska black metal-bandet Windir. Albumet utgavs 1999 av skivbolaget Head Not Found.

## Låtförteckning
1. "Byrjing" (instrumental) – 3:17
2. "Arntor, ein windir" – 6:56
3. "Kong Hydnes haug" – 6:37
4. "Svartesmeden og Lundamyrstrollet" – 9:02
5. "Kampen" – 6:36
6. "Saknet" – 10:03
7. "Ending" – 3:38

- Text: Spår 4:  trad., spår 2, 3, 5–7: Valfar
- Musik: Valfar

## Medverkande
Musiker (Windir-medlemmar)
- Valfar (Terje Bakken) – sång, gitarr, basgitarr, keyboard, dragspel

Bidragande musiker
- Steinarson – sång
- Steingrim (Jørn Holen) – trummor
- I.R. Årøy – sologitarr (spår 2, 4, 6)
- B.T. Årøy – keyboard (spår 7)
- Harjar – sologitarr (spår 3, 5)

Produktion
- Valfar – producent, ljudmix
- Pytten (Eirik Hundvin) – producent, ljudmix
- Biffalo Bull (Erik Evju) – omslagsdesign
- Bjørk Audio (Jan Erik Bjørk) – mastering, omslagsdesign
- Vegard Bakken – foto